# Chris Wood (golfer)
Christopher (Chris) Wood (Bristol, 28 november 1987) is een Engelse golfprofessional.
In zijn jeugd speelde Chris Wood golf en voetbal, totdat een knieblessure zijn toekomstplannen voor voetbal verstoorde en hij meer tijd en aandacht aan golf ging besteden.

## Amateur

### 2006
Samen met Sam Hutsby won hij de Tailhade Cup in Buenos Aires.

### 2007
Na het Italiaans Amateur in 2007 was Chris Woods winnaar van de Ping Order of Merit van de English Golf Union.
Hij won ook het Russisch Amateur.

### 2008
In mei 2008 won hij het Open Amateurskampioenschap strokeplay in Wales met zes slagen voorsprong op nummer twee, Sam Hutsby.
In het Britse Open op de Royal Birkdale Golf Club in 2008 eindigde Chris Wood op de vijfde plaats, en besloot een week later dat het een goed moment was om dan professional te worden. Aangezien hij het toernooi als amateur speelde, krijgt hij geen prijzengeld, maar een zilveren medaille.

## Professional
Als winnaar van die zilveren medaille kreeg hij zeven uitnodigingen voor toernooien van de Europese Tour voor het einde van het jaar, om hem een kans te geven genoeg te verdienen om niet naar de Tourschool te hoeven gaan.
Zijn eerste toernooi als professional was de SAS Masters in Stockholm, waar hij 18de werd en ruim 20.000 euro verdiende. Daarna volgden het KLM Open, waar hij de cut met een slag miste, en het Johnnie Walker Championship op Gleneagles, waar hij 52ste werd, goed voor ruim 6.600 euro. Hij stond toen op de 236ste plaats van de Order of Merit. Begin september volgde de European Masters in Crans, waar hij ook de cut miste. Hij ging dus naar de Tourschool. In Stage 1 werd hij gedeeld winnaar, in Stage 2 werd hij 11de.
In 2009 speelde hij weer het Brits Open. Hij miste de play-off met één slag en eindigde op de 3de plaats. Eind 2009, zijn eerste volle seizoen op de Tour, kreeg hij de Rookie of the Year Award.

In 2010 verdiende hij bijna € 700.000 en werd hij nummer 53 op de Race To Dubai. 
In 2011 begon hij met een 2de plaats bij het Zuid-Afrikaans Open, omdat hij de play-off van Louis Oosthuizen verloor en een 10de plaats bij de Dubai Desert Classic.

In 2012 is hij opgeklommen tot nummer 170 van de wereldranglijst.

In 2013 behaalde hij met een eagle op de laatste hole van de Qatar Masters zijn eerste overwinning, waardoor hij in de top-60 van de wereldranglijst kwam. Met deze overwinning stelde hij zijn tourkaart veilig tot eind 2015 en kwalificeerde hij zich voor de volgende WGC – Bridgestone Invitational, de WGC – HSBC Champions en de Volvo Golf Champions.

In 2016 won hij het Britse PGA Kampioenschap, wat hij voor de 7de keer speelde. Hij steeg naar nummer 22 op de wereldranglijst. De laatste vier winnaars van dit toernooi waren allen jonger dan 30 jaar

## Gewonnen
Europese Tour
- 2013: Commercial Bank Qatar Masters (-18)
- 2015: Lyoness open
- 2016: Brits PGA Kampioenschap (-9)

OneAsia Tour
- 2012: Thailand Open